# Deutschland (Schiff, 1933)
Das Panzerschiff Deutschland bzw. Lützow war ein Kriegsschiff der deutschen Reichs- und Kriegsmarine. Sie war das Typschiff der ursprünglich „Panzerschiffe“ genannten Deutschland-Klasse. Über den Bau des Schiffes unter der Bezeichnung „Panzerkreuzer A“ wurde im Wahlkampf zur Reichstagswahl 1928 heftig gestritten. Die Zustimmung der SPD entgegen eigenen Wahlversprechen machte den Bau jedoch möglich. Das Schiff lief 1931 bei den Deutschen Werken in Kiel vom Stapel und wurde zwei Jahre später in Dienst gestellt. Im November 1939 wurde der Name in Lützow geändert, und im Februar 1940 wurden die Lützow und das zweite verbliebene Schiff der Klasse, die Admiral Scheer, in Schwere Kreuzer umklassifiziert.
Die Namensänderung erfolgte, da Hitler die Propagandawirkung einer eventuellen Versenkung eines Schiffes mit Namen Deutschland vermeiden wollte. Der Schwere Kreuzer Lützow, das letzte Schiff der Admiral-Hipper-Klasse, wurde im Herbst 1939 unvollendet an die Sowjetunion verkauft. Der dadurch vakant gewordene Name wurde auf das bisherige Panzerschiff Deutschland übertragen. Namensgeber der Lützow war der preußische General Adolf von Lützow, nach dem auch schon der in der Skagerrakschlacht versenkte Große Kreuzer Lützow der Kaiserlichen Marine benannt gewesen war.

## Einsätze und Geschichte

### Kontroverse um den „Panzerkreuzer A“ ab 1927
Nach dem Ersten Weltkrieg verfügte Deutschland über keine modernen größeren Kriegsschiffe mehr. Der Versailler Vertrag gestand der Marine lediglich sechs veraltete Linienschiffe der Braunschweig- und Deutschland-Klasse zu, 1920 wurden zwei weitere als Reserveeinheiten genehmigt. Außerdem wurde seitens der Alliierten festgelegt, dass diese schweren Einheiten nach 20 Jahren durch Schiffe mit 10.000 Tonnen Verdrängung ersetzt werden durften, wobei nicht näher erläutert wurde, wie die Verdrängung zu berechnen sei. Nachdem bereits 1920 erste Überlegungen zum Ersatz der Linienschiffe durch Neubauten angestellt worden waren, kam es ab 1926 zu konkreten Planungen. 1927 tauchten erstmals Pläne für den Bau eines „Panzerkreuzers A“ im Wehretat des Reichstages auf. Über das Thema wurde im Wahlkampf zur Reichstagswahl 1928 heftig gestritten, die SPD und KPD traten mit der Losung „Für Kinderspeisung – gegen Panzerkreuzerbau!“ an und konnten beide erhebliche Stimmenzuwächse verbuchen. Bei der Regierungsbildung stimmten jedoch die Minister der SPD Rudolf Hilferding, Carl Severing und Rudolf Wissell sowie der neu gewählte Reichskanzler Hermann Müller unter dem Druck der DVP dem Bau zu. Der SPD-Fraktionsvorsitzende Rudolf Breitscheid rechtfertigte das Stimmverhalten der sozialdemokratischen Minister mit den Worten:

„Indem wir uns zum Eintritt in die Regierung bereit erklärten, nahmen wir den Panzerkreuzer ‚A‘ mit in Kauf. Immerhin waren wir berechtigt, anzunehmen, dass unsere vier Minister mit Nein stimmen und andere Ausgaben, insbesondere solche für sozialpolitische Zwecke, für vordringlicher erklären würden als die für den Schiffsersatzbau. Wir waren dazu auch entschlossen, aber nun machten ihnen die Demokraten insofern einen Strich durch die Rechnung, als sie erklärten, sich in jedem Falle der Entscheidung der Sozialdemokratie anschließen zu wollen. Damit wäre eine Mehrheit für die Ablehnung entstanden, und das hätte die Krisis bedeutet, die unsere Genossen vermeiden wollten.“

Die KPD bezichtigte die SPD daraufhin des Verrats an ihren Wählern und begann eine Volksabstimmung gegen SPD und Panzerkreuzer. Die notwendigen Stimmen kamen jedoch nicht zusammen. Im Oktober 1928 titelte ein Extrablatt der KPD „Hurra der Panzerkreuzer A ist da – schwerer als 9 Millionen Stimmzettel.“

### Die Anfangszeit

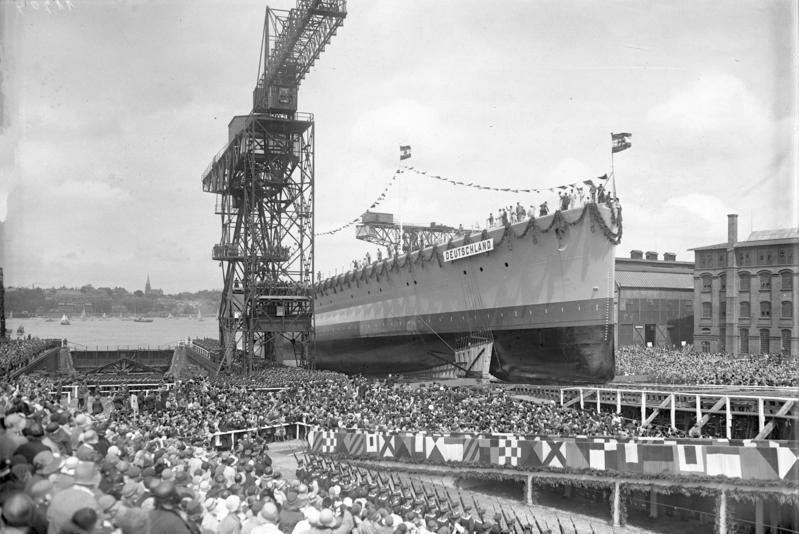
Stapellauf am 19. Mai 1931

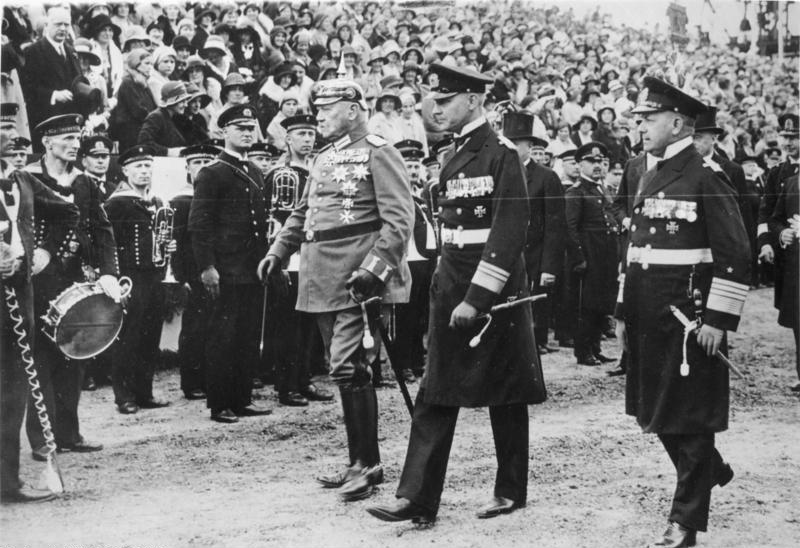
Reichspräsident Hindenburg auf dem Weg zur Schiffstaufe. Ganz rechts Admiral Erich Raeder.

Bereits vor seiner Indienststellung sorgte das Schiff für ein Kuriosum: Beim Stapellauf machte es sich (wegen eines zu früh gelösten Ablaufblocks) selbständig. Es ließ sich selbst vom Stapel, was allgemeine Heiterkeit unter den Taufgästen auslöste. Der Taufpate Reichspräsident Paul von Hindenburg kommentierte dies mit den Worten: „Ich glaube, der Kahn ist Abstinenzler“. Nach der Indienststellung wurde an Bord des Panzerschiffs im Rahmen mehrerer Auslandsreisen mit der Ausbildung des Marinenachwuchses begonnen.

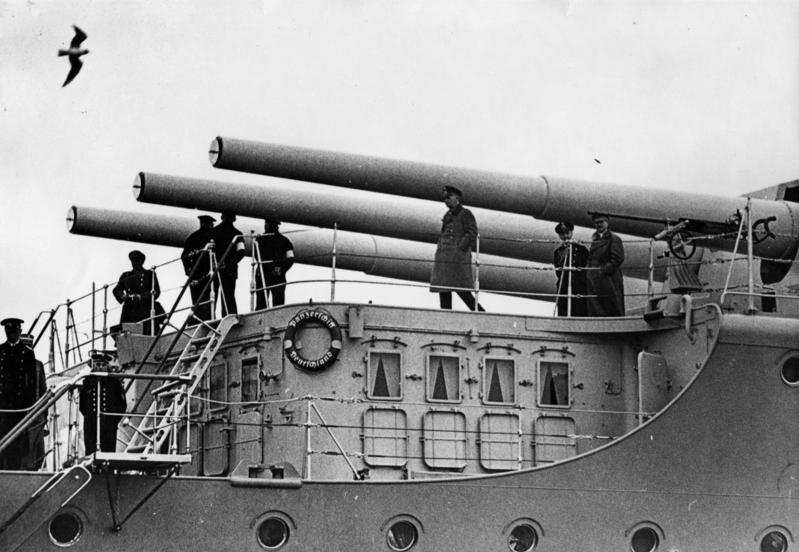
Adolf Hitler und Erich Raeder (rechts unter dem Geschützrohr) an Bord der Deutschland, 1934

### Spanischer Bürgerkrieg
Als 1936 in Spanien der Bürgerkrieg ausbrach, wurde die Deutschland zur Seeraumkontrolle in spanische Gewässer beordert. Beim vierten Spanieneinsatz wurde sie am 29. Mai 1937 auf der Reede von Ibiza von republikanischen Flugzeugen angegriffen. Zwei Bombentreffer forderten 31 Tote und 75 Verwundete. Die Toten wurden zunächst in Gibraltar beerdigt, dann aber auf Befehl Hitlers exhumiert und mit dem Panzerschiff nach Deutschland gebracht. Die Gräber und ein Ehrenmal befinden sich auf dem Ehrenfriedhof der Marine im Wilhelmshavener Stadtpark. Zum Gedenken an den Angriff waren an allen öffentlichen Gebäuden des Reichs vom 31. Mai bis 2. Juni die Flaggen auf halbmast zu setzen.

### Sudetenkrise
Im September 1938, während der Sudetenkrise, wurde das Schiff in eine Warteposition im Seegebiet zwischen den Azoren und den Kanaren beordert, um von dort aus im Falle des Ausbruchs von Feindseligkeiten Handelskrieg zu führen. Zur in diesem Falle notwendigen Versorgung wurde das Trossschiff Samland hinzubefohlen. Beide Schiffe kehrten im Oktober nach der Beilegung der Krise wieder nach Deutschland zurück.

### Wiederbesetzung des Memelgebietes
Am 23. März 1939 schiffte sich Reichskanzler Adolf Hitler auf der Deutschland ein, um den Hafen von Memel anzulaufen. Dies war als Machtdemonstration gegenüber Litauen gedacht, das im Januar 1923 anlässlich der sogenannten Klaipėda-Revolte das Memelgebiet annektiert hatte.

### Zweiter Weltkrieg

#### Vorstoß in den Nordatlantik
Kurz vor dem Zweiten Weltkrieg wurde die Deutschland am 24. August von Wilhelmshaven aus in den Nordatlantik gesandt, um nach dem Kriegsausbruch Handelskrieg zu führen. Unterstützt wurde sie vom Trossschiff Westerwald, das die Deutschland achtmal versorgte. Am 25./26. September erlaubte die Seekriegsleitung per Funk die Handelskriegsführung. Am 6. Oktober versenkte die Deutschland den britischen Dampfer Stonegate (5.044 BRT), am 14. Oktober die norwegische Lorentz W. Hansen (1.918 BRT), die Holz für Großbritannien geladen hatte. Obwohl die Vereinigten Staaten ihre Neutralität erklärt hatten, ließ der Kommandant am 9. Oktober den alten US-Frachter City of Flint (4.963 BRT), der Schmieröl transportierte, südwestlich von Neufundland als Prise beschlagnahmen und schickte ihn mit einer Prisenmannschaft nach Deutschland. Am 22. Oktober traf das Schiff ungehindert in Tromsø ein. Die norwegischen Behörden internierten die Prisenmannschaft und schickten die City of Flint zurück in die USA. Am 15. November 1939 kehrte die Deutschland nach Kiel zurück, wo sie auf Führerbefehl den neuen Namen Lützow erhielt und zum Schweren Kreuzer umklassifiziert wurde. Die Umbenennung erfolgte, um den Alliierten einen propagandistischen Erfolg bei der möglichen Versenkung eines Schiffs namens Deutschland zu verwehren. Am 17. November erreichte sie Gotenhafen. Am 24./25. November war sie Flaggschiff eines von Wilhelmshaven aus operierenden Verbandes zur Handelskriegführung im Skagerrak. Das Unternehmen blieb erfolglos. Danach ging sie zur Grundüberholung in die Danziger Werft, wobei sie auch statt des bisherigen senkrechten Bugs einen Atlantik- oder Klipperbug erhielt. Im März 1940 lag sie wieder auslaufbereit in Wilhelmshaven.

#### Unternehmen Weserübung

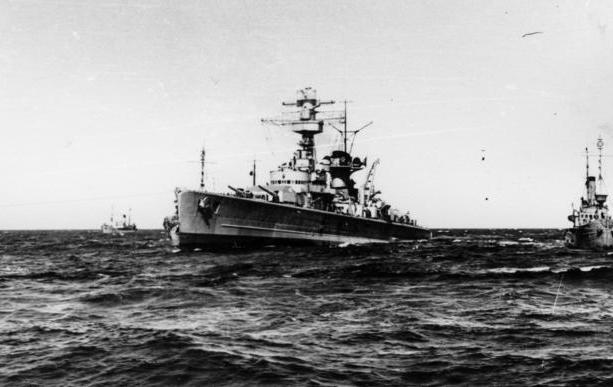
Die Lützow nach dem Torpedotreffer des britischen U-Boots Spearfish, April 1940

Im April 1940 nahm der nunmehrige Schwere Kreuzer Lützow an der Besetzung Norwegens teil, wo er der Gruppe 5 zugeteilt war, die Oslo einnehmen sollte. Die Lützow lief am 7. April durch den Kaiser-Wilhelm-Kanal nach Kiel. Sie schloss sich der aus Swinemünde kommenden Gruppe 5 an und stand am 9. April vor dem Oslofjord. Nachdem das Flaggschiff der Gruppe, der Schwere Kreuzer Blücher, in der Drøbak-Enge versenkt worden war und die Lützow drei Treffer erhalten hatte, die sechs Tote und 25 Verwundete kosteten, wobei unter anderem das Schiffslazarett völlig ausbrannte, beschloss Kapitän zur See Thiele, die Gebirgsjäger weiter südlich in Sonsbukten auszuschiffen. Erst als mit Unterstützung durch die Luftwaffe schließlich die Gebirgsjäger die Landbatterien ausgeschaltet hatten, liefen die Lützow und die übrigen Schiffe der Gruppe 5 am 10. April Oslo an.

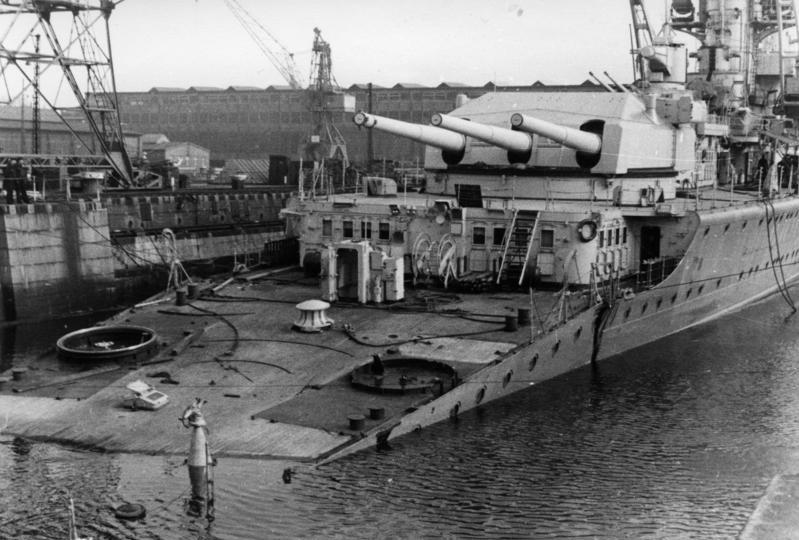
Die Lützow nach dem Torpedotreffer im Kieler Hafen

Sie fuhr darauf nach Horten, wurde aber zur sofortigen Instandsetzung in die Heimat zurückbeordert. Ohne Geleitschutz fahrend, erhielt sie am 11. April um 1:29 Uhr auf dem Rückmarsch nach Kiel beim Kap Skagen einen Torpedotreffer durch das britische U-Boot Spearfish. Hierbei knickte das gesamte Heck weg. Es gab 15 Tote. Die Propellerwellen und das Ruder wurden zerstört, so dass der Kreuzer antriebslos und manöverierunfähig trieb. Schiff und Mannschaft hatten aber Glück: Der Torpedo war der äußerste eines Fächers, der gerade noch eben das Heck getroffen hatte. Das U-Boot hatte seine letzten vier Torpedos auf die Lützow abgeschossen und konnte keinen weiteren Angriff fahren. Mit Hilfe von drei herbeigerufenen Kuttern der 19. Minensuchflottille konnte das Schiff nach einem vorübergehenden Festlaufen mit 1300 t Wasser im Rumpf nach Kiel geschleppt werden, das am Abend des 13. April erreicht wurde.

#### Unternehmen Sommerreise
Während der langen Reparaturzeit im Dock VI der Deutschen Werke in Kiel erhielt sie am 9. Juli 1940 bei einem Luftangriff einen Treffer durch einen Blindgänger. Im Zuge der Reparatur wurde der gerade Bug in eine leicht sichelförmige Form gebracht. Erst ab 31. März 1941 war die Lützow wieder einsatzbereit. Am 10. Juni lief sie in Begleitung von fünf Zerstörern aus Kiel aus, um im Atlantik Kreuzerkrieg zu führen. An der Südwestspitze von Norwegen erhielt sie am 12. Juni durch eine Bristol Beaufort einen Torpedotreffer an der Backbordseite mittschiffs. Der Treffer hatte den Ausfall der Antriebsanlage zur Folge, doch gelang es schließlich, mit eigener Kraft den Rückmarsch anzutreten. Am Nachmittag des 14. Juni wurde Kiel erreicht. Die Reparatur im Trockendock dauerte bis zum 17. Januar 1942. Dabei wurde die bisherige Schornsteinkappe durch eine wesentlich höhere ersetzt. Auf die Haube des Vormars-Basisgeräts kam eine veränderte Funkmesseinrichtung.

#### Unternehmen Rösselsprung
Vom 18. bis 26. Mai 1942 wurde die Lützow unter starkem Begleitschutz über Kristiansand und Trondheim nach Narvik in Norwegen verlegt. Am 3. Juli um 0:30 Uhr lief sie als Flaggschiff eines Flottenverbandes aus dem Ofotfjord aus, um den Nordmeergeleitzug PQ 17 anzugreifen. Im Tjeldsund hatte sie um 2:45 Uhr eine Grundberührung und riss sich den Heizölbunker X auf, so dass sie nach Narvik zurückkehren musste. Die Lützow kehrte nach einer Notreparatur im Lofjord im August nach Kiel zurück und wurde vom 28. August bis zum 30. Oktober bei den Deutschen Werken repariert.

#### Unternehmen Regenbogen
Nach einer Ausbildungsphase in der Ostsee verlegte der Kreuzer am 8. Dezember 1942 von Gotenhafen unter Begleitung durch Zerstörer wieder nach Norwegen. Am 16. Dezember erreichte er den Altafjord, wo er zur dortigen Kampfgruppe trat. Im weiteren Verlauf dieses Unternehmens kam es zu der Schlacht in der Barentssee. Die Lützow erhielt keine Schäden und blieb weiterhin in Norwegen.

#### Ostsee
Im September 1943 verlegte die Lützow zurück nach Kiel. Von Oktober 1943 bis März 1944 lag der Kreuzer in Libau in der Werft. Anschließend diente er als Schulschiff und führte zur Unterstützung des zurückweichenden Heeres im Oktober 1944 in der Ostsee bei Memel und Sworbe Landbeschießungen durch. Im Dezember war das Schiff erneut bei Memel sowie bei Elbing und Danzig gegen Landziele im Einsatz. Auch 1945 griff die Lützow im Wechsel mit den Schweren Kreuzern Prinz Eugen und Admiral Scheer immer wieder in die Kämpfe um Ostpreußen ein. Im Februar wurden sowjetische Verbände bei Frauenburg, Elbing und Tolkemit beschossen, im März bei Danzig und Gotenhafen. Erst wegen Munitionsmangels wurde sie am 8. April abgezogen und lief in Swinemünde ein. Dort wurde sie aufmunitioniert, um erneut in die Landkämpfe eingreifen zu können.

### Das Ende des Schiffes

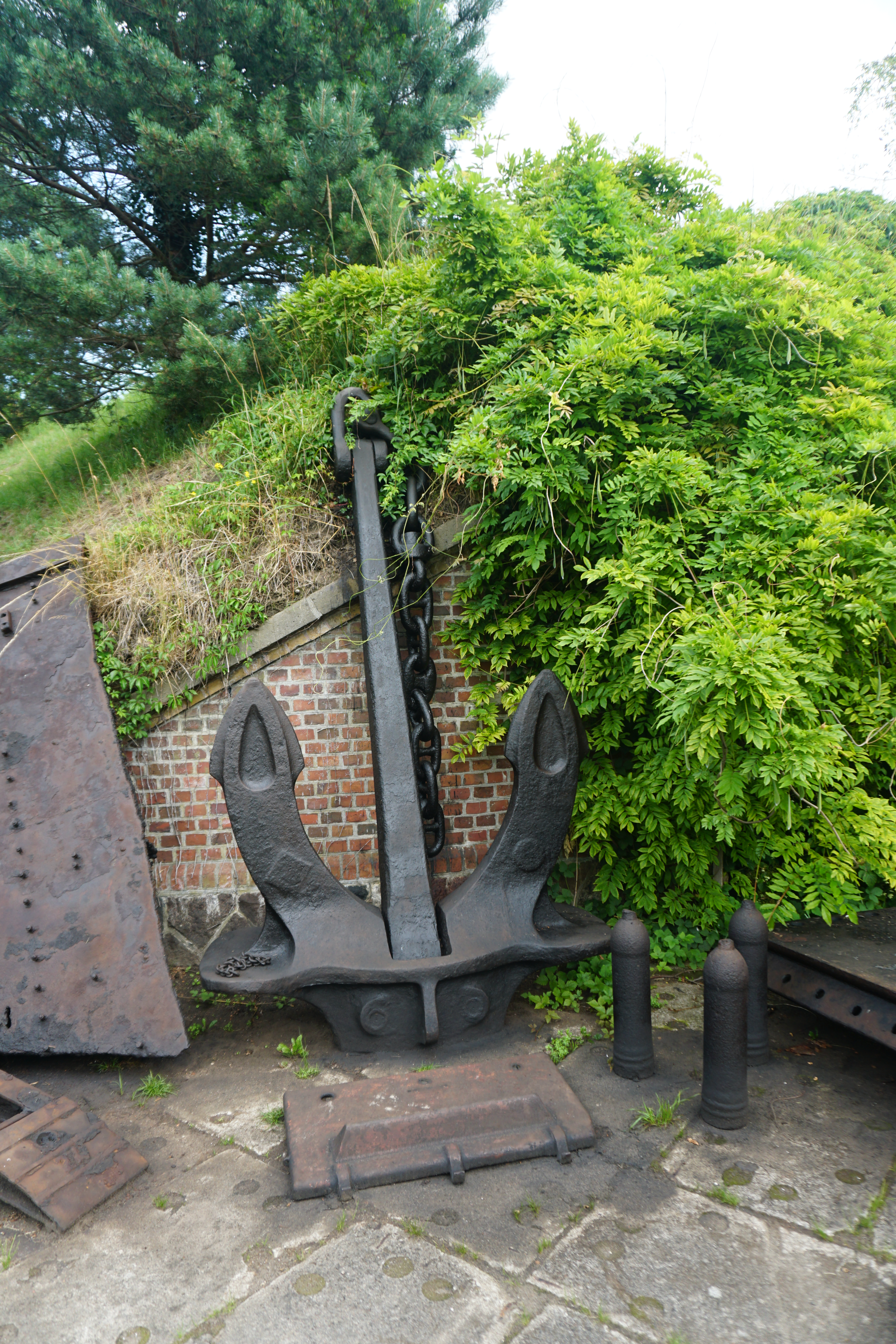
Heckanker der Lützow, ausgestellt in der Westbatterie in Swinemünde

Die Lützow lag noch in der Kaiserfahrt südlich Swinemünde vor Anker, als sie am 16. April 1945 von britischen Lancaster-Bombern mit Tallboy-Bomben (5,4 t, davon 2,4 t hochbrisanter Sprengstoff) angegriffen wurde. Ein Tallboy-Nahtreffer verursachte auf Höhe der Wasserlinie einen etwa 20 m langen Riss. Die Lützow sank mit Schlagseite und kippte gegen die Uferböschung, entging aber knapp der völligen Vernichtung: Eine 500-kg-Bombe schlug in den Bereich der Munitionskammer des vorderen Geschützturms ein, aber der Zünder versagte. Eine weitere 500-kg-Bombe traf das Vorschiff. Die Flak des Kreuzers konnte einen der angreifenden Lancaster-Bomber abschießen und mehrere beschädigen.
Nach dem Abdichten der Außenhaut, dem Auspumpen der vollgelaufenen Bereiche und der provisorischen Reparatur eines der E-Werke waren der hintere 28-cm-Turm sowie Teile der mittleren Artillerie und Flak weiterhin einsatzbereit. Den sowjetischen Panzerverbänden, die am nächsten Tag Stettin angriffen, konnten mit der schweren Artillerie so schwere Verluste zugefügt werden, dass man auf russischer Seite an einen Einsatz der „Vergeltungswaffe“ V1 glaubte. Am 4. Mai 1945 wurde die Lützow schließlich aufgegeben und zur Selbstversenkung vorbereitet. Die beiden 28-cm-Drillingstürme hatte man bereits am Tage mit Treibladungskartuschen vollgestopft und zerstört. Der Rumpf wurde mit der übrigen Artilleriemunition und (zur Zerstörung der Außenhaut) mit entschärften britischen Luftminen gespickt.
In der Nacht vor der Sprengung fiel die einzige noch intakte Lenzpumpe aus. Das auf dem schnell steigenden Wasserspiegel schwimmende Öl aus zerstörten Bunkern entzündete sich (vermutlich an der heißgelaufenen Lenzpumpe) und führte rasch zu einem Großbrand. Da damit gleichzeitig das einzige noch funktionsfähige E-Werk zerstört wurde (und sich die Mannschaft bis auf den Sprengoffizier, Leutnant zur See Lipps, in den nahen Wald geflüchtet hatte), war es unmöglich, das Feuer zu bekämpfen. Leutnant Lipps schlief in seiner Kajüte, weil die Sprengung erst am Morgen erfolgen sollte. Ihm gelang es, leicht verletzt, das Schiff gerade noch rechtzeitig zu verlassen, bevor die in seiner Kajüte aufbewahrten Zünder der Luftminen in der Hitze explodierten. Danach explodierten fast alle anderen Sprengladungen, wodurch das Schiff ernsthaft beschädigt, jedoch nicht zerstört wurde.
Nach dem Kriegsende wurde das Wrack der Sowjetunion zugesprochen. Im Mai 1947 wurde beschlossen, das Schiff in der Ostsee zu versenken. Die 77. Abteilung der EPRON der Baltischen Rotbannerflotte begutachtete das Schiff. Die Abteilungen V bis VII waren bis zur Wasserlinie geflutet. In der Abteilung II stand das Wasser bis zur oberen Plattform, im Doppelboden der Abteilungen X bis XI und im Bereich des Geschützturmes A bis zur unteren Plattform. Das Schiff hatte eine deutliche Neigung zum Bug und eine leichte Krängung nach Backbord. Das Unterwasserschiff wurde von Tauchern untersucht. Es wurden fünf Lecks unterhalb der Wasserlinie gefunden. Das größte Leck hatte Ausmaße von etwa 7 m × 1 m, ein weiteres 4 m × 1 m, die restlichen waren deutlich kleiner. Dass das Schiff noch schwamm, war darin begründet, dass der Bug auf dem Grund der Kaiserfahrt aufsaß. Die Schwimmfähigkeit wurde durch das Ausbringen von Lecksegeln und dem Verschluss aller reparierten Schotten und Luken erreicht. Durch den Einsatz von Motorpumpen wurde das Wasser aus den Abteilungen V bis VII gepumpt. Das Schiff schwamm auf und wurde mit den Motorpumpen schwimmfähig gehalten. Am 20. Juli 1947 wurde das Schiff zur Außenreede von Swinemünde und anschließend von dem bewaffneten Eisbrecher Wolynets in das vorgesehene Versenkungsgebiet geschleppt, das am 22. Juli 1947 um 8:25 Uhr erreicht wurde. Das Küstenschutzboot SK-468 befand sich zur Dokumentation bereits im Gebiet.
Das Versuchsprogramm sah vor, dass
1. eine 500-kg-Bombe (FAB-500) auf dem Dach des Gefechtsstandes, eine 100-kg-Bombe (FAB-100) vor dem Turm A und eine weitere 100-kg-Bombe an den Aufbauten direkt hinter dem Schornstein gleichzeitig gezündet werden,
2. eine 500-kg-Bombe (FAB-500) an den Aufbauten beim Katapult gezündet wird
3. eine FAB-500 im Panzerdeck hinter der Barbette des Turmes A gezündet wird
4. eine 250-kg-Bombe (FAB-250) auf dem Oberdeck, eine weitere FAB-250 auf dem Panzerdeck über dem zweiten Maschinenraum sowie eine FAB-100 auf dem Panzerdeck zwischen Spill und der Barbette des Turmes A gezündet wird.

Um 10:25 Uhr erfolgte die erste Explosion. Die Detonation der FAB-500 durchschlug das Dach des Gefechtsstandes, die FAB-100 vor Turm A zündete nicht, die zweite FAB-100 nur teilweise. Der Versuchsaufbau wurde geändert. Unter den 28-cm-Rohren des Turmes A wurde eine FAB-250 aufgehängt. Die FAB-100 der ersten Zündung wurden erneut vorbereitet. Die zweite Explosion erfolgte um 12:45 Uhr. Die beiden FAB-100 detonierten erneut nicht. Die Detonation der FAB-250 verursachte nur leichte Beschädigungen im Bereich der Back. Die FAB-500 zerstörte die Fundamente des Katapults, durchschlug das Deck und führte zu einem Brand, der schnell verlosch. Es wurde die Entscheidung getroffen, die Motorpumpen zu entfernen und die Bomben der dritten und vierten Versuchsserie gleichzeitig zu zünden. Auf der Back wurde eine weitere FAB-500 platziert. Um 15:45 Uhr erfolgte die dritte Explosion. Es waren nur äußere Beschädigungen im Bereich des Turmes A zu sehen. Die Back war bis zum Panzergürtel aufgerissen. Das Schiff nahm langsam Wasser auf und begann über den Bug zu sinken. Um 16:23 Uhr tauchte der Vorsteven unter, und eine Minute später kam das Heck aus dem Wasser. Mit etwa 30° Neigung und einer leichten Krängung nach Backbord versank das Schiff.
Das Wrack wird in 110 m Wassertiefe vermutet.

### Kommandanten
| 1. April 1933 bis 29. September 1935     | Kapitän zur See Hermann von Fischel                                                                        |
| 30. September 1935 bis 2. September 1937 | Kapitän zur See Paul Fanger                                                                                |
| 3. September 1937 bis 29. November 1939  | Kapitän zur See Paul Wenneker                                                                              |
| 30. November 1939 bis 18. April 1940     | Kapitän zur See August Thiele                                                                              |
| 19. April bis 23. Juni 1940              | Fregattenkapitän Fritz Krauss (mit der Wahrnehmung der Geschäfte beauftragt)                               |
| Juni 1940                                | Korvettenkapitän Robert Weber (als Erster Artillerieoffizier mit der Wahrnehmung der Geschäfte beauftragt) |
| Juni bis August 1940                     | Kapitänleutnant Wolfgang Heller                                                                            |
| 31. März bis Juli 1941                   | Kapitän zur See Leo Kreisch                                                                                |
| Juli 1941 bis November 1943              | Kapitän zur See Rudolf Stange                                                                              |
| Juli 1941 bis Dezember 1941              | Bodo-Heinrich Knoke (als Erster Offizier mit der Wahrnehmung der Geschäfte beauftragt)                     |
| September 1941 bis Januar 1942           | Kapitän zur See Leo Kreisch (in Vertretung)                                                                |
| November bis Dezember 1943               | Fregattenkapitän Horst Biesterfeld (in Vertretung)                                                         |
| Januar 1944 bis April 1945               | Kapitän zur See Bodo-Heinrich Knoke                                                                        |
| November 1944                            | Kapitän zur See Gerhardt Böhmig (in Vertretung)                                                            |
| April bis Mai 1945                       | Fregattenkapitän Ernst Lange (mit der Wahrnehmung der Geschäfte beauftragt)                                |

## Erinnerung
Auf dem Nordfriedhof Kiel erinnert eine Stele an die Gefallenen im Oslofjord.
2019 wurden bei Reinigungsarbeiten des Hafenkanals von Swinemünde einige Teile der Lützow aus dem Wasser gezogen. Darunter findet sich die hintere obere Panzerplatte eines der 28-cm-Türme, der Heckanker, diverse Deck- und Turmaufbauten sowie die Munitionsaufzugsabdeckung eines der 15-cm-Türme. Die Teile sind in der Westbatterie (Fort Zachodni) in Swinemünde ausgestellt.

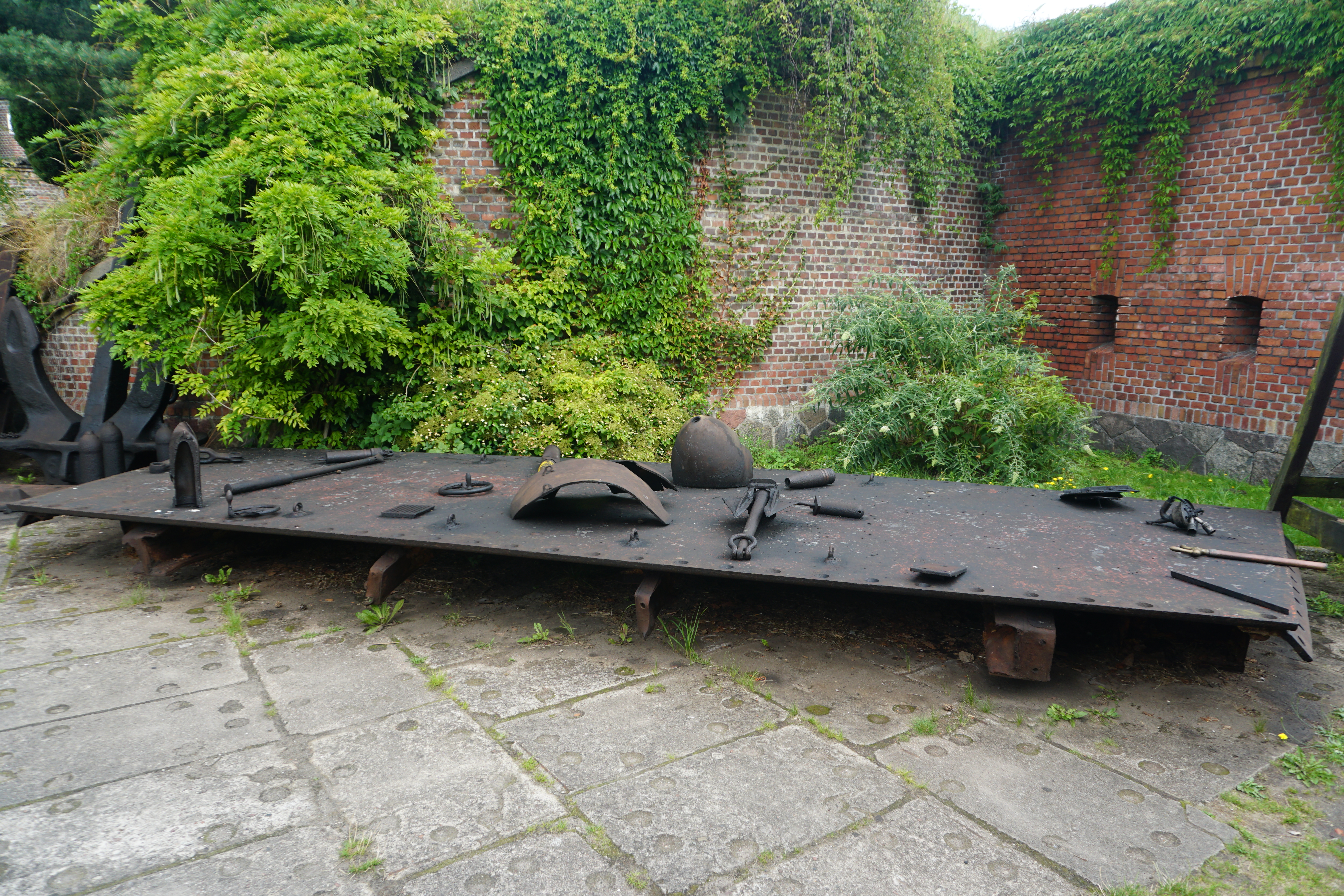
Obere Panzerplatte eines 28-cm-Turms der Lützow ausgestellt in der Westbatterie, Swinemünde (2025)

## Bekannte Besatzungsangehörige
- Werner Ehrhardt (1898–1967), war von 1957 bis 1960, als Konteradmiral, erster Kommandeur des Kommandos der Marineausbildung (KdoMarAusb)
- Fritz Fabricius (1919–2004), Rechtswissenschaftler
- Paul Hartwig (1915–2014), war von 1972 bis 1975 als Vizeadmiral Befehlshaber der Flotte
- Gert Jeschonnek (1912–1999), war von 1967 bis 1971 dritter Inspekteur der Marine
- Heinz Kühnle (1915–2001), war von 1971 bis 1975 vierter Inspekteur der Marine
- Hans Georg Prager (1925–2018), deutscher Schifffahrtskonsulent (Berater, Rechtsbeistand), Schriftsteller und Publizist
- Hans Pusback (1891–1965), Kapitän, Korvettenkapitän, Kaufmann, Politiker (CDU) und  Mitglied der Bremischen Bürgerschaft.
- Karl E. Smidt (1903–1984), war von 1961 bis 1963 als Konteradmiral NATO-Befehlshaber der deutschen Flotte mit Befehlsgewalt über Nord- und Ostsee

## Marsch
1937 komponierte Erich Schuhmann den Marinemarsch Panzerschiff Deutschland, der als HM II, 156 auch Aufnahme in die Heeresmarschsammlung fand.